# 경주최문 충효각
경주최문 충효각은 충청북도 청주시 상당구에 있다. 2015년 4월 17일 청주시의 향토유적 제40호로 지정되었다.

## 개요
병자호란때 순절한 최응허와 그의 아들 최란선의 효행을 기리기 위해 세운 정려각이다.